# 孔澤鎮區 (北達科他州赫廷傑縣)
孔澤鎮區（英語：Kunze Township）是位於美國北達科他州赫廷傑縣的一個鎮區。

## 地方資料
孔澤鎮區的面積為94.42平方千米，當中陸地面積為94.35平方千米，而水域面積為0.07平方千米。根據2020年美國人口普查的數據，當地共有人口61人，而人口密度為每平方千米0.65人。